# Thomas Penny
Thomas Penny est un médecin et un naturaliste anglais, né vers 1532 dans le Lancashire et mort en 1588.

## Biographie
Il étudie à Cambridge et entre dans les ordres en 1559. Il abandonne plus tard sa carrière ecclésiastique pour se consacrer à la médecine et à l’histoire naturelle. Il commence à étudier la botanique avant de se tourner vers l’entomologie. Il fait plusieurs longs voyages sur le continent et rencontre Conrad Gessner (1516-1565) en 1565, peu de temps avant la mort de ce dernier. Il obtient de lui un certain nombre d’illustrations et de notes manuscrites sur les insectes. Il retourne en Angleterre où il commence à exercer la médecine à Londres. Il devient un proche ami de Thomas Moufet (1553-1604) : ils avaient tous deux étudié à Cambridge et s’intéressaient aux insectes.
Penny consacre ses quinze dernières années à accumuler des observations qui seront reprises dans le Theatrum Insectorum de Thomas Moufet. Penny reçoit également diverses contributions et illustrations de ses correspondants en Europe comme Charles de l'Écluse (1525-1609) qui l’informe sur les abeilles, Jean Bauhin (1541-1613) qui explique l’origine des scorpions à la fois par la reproduction sexuelle et la génération spontanée, et Joachim Camerarius le Jeune (1534-1598) qui lui envoie une illustration de coléoptère.
La mort l’empêche de mener à bien son projet d’écrire une Histoire naturelle des insectes et laisse ses notes à Moufet.

## Sources
- Charles E. Raven (1947). English naturalists from Neckam to Ray. A study of the making of the modern world, Cambridge University Press (Cambridge) : x + 379 p.
- Philip H. Swann (1973). Thomas Mouffet’s Theatrum Insectorum, 1634, Bulletin of the British Arachnological Society, 2 (8), : 169-173.  (ISSN 0524-4994)